# Argus (Wishbone Ash)
Argus is het derde studioalbum van Wishbone Ash en wordt algemeen gezien als het beste album dat de band gemaakt heeft.

## Geschiedenis
Na Pilgrimage trad Wishbone Ash op met bands als Black Sabbath en The Who en voornamelijk die laatste bleek van grote invloed op de band. In vergelijking tot het vorig album is er veel meer sprake van rock. Ze bleven gewild in het concertcircuit, maar er moest wel een nieuw album komen. Ze trokken daarom in januari 1972 de De Lane Lea Studios in om onder leiding van muziekproducent Derek Lawrence te beginnen aan Argus. De opnamen verliepen voorspoedig en 28 april 1972 lag het album in de Britse winkels. Het overschaduwde alle albums daarna, maar de band zou het ook qua verkoopcijfers nooit meer evenaren. Time was, Blowin’ free, The king will come en Throw down the sword staan 35 jaar (2008) na dato nog steeds op het repertoire. Dat ook de leden het als belangrijkste album zagen bleek jaren later. Powell en Martin Turner waren in plaats van collegae toen kemphanen, die vochten om de rechten van bijvoorbeeld de naam Wishbone Ash (Powell won), maar ook om de sitenaam (Powell heeft Wishboneash.com, Turner Wishboneash.co.uk). In 2008 kwamen twee terugblikken op dit album; Powell kwam met Argus: Then again live; Turner met Argus: Through the Looking Glass.

## Muziek
De titel Argus verwijst naar het mythologische wezen Argus dat met zijn 100 ogen alles in de gaten houdt. Aan de titels van de liederen zou men kunnen afleiden dat die ook over Argus gaan, maar dat klopt slechts gedeeltelijk. Argus wordt echter wel ingedeeld bij de conceptalbums, de algemene teneur en stemming van de teksten en muziek wijzen daarop. Het idee van conceptalbum wordt onderstreept doordat sommige nummers in elkaar overvloeien en zelfs aan elkaar gekoppeld zijn. Zo hebben Time was en Sometime world hetzelfde tekstueel idee en dezelfde muzikale opbouw (rustig haast akoestisch begin en een rockachtig eind met elektrische gitaren). Ook Warrior en Throw down the sword vertonen overeenkomsten, alleen staan de teksten hier juist tegenover elkaar (strijd en vrede).

### Time Was
Time was is een nummer dat gaat over een scheiding tussen geliefden. De zanger herinnert zich de fijne tijd die hij met zijn geliefde doorbracht; hij moet het nu zonder haar stellen en kijkt (de verbinding met Argus) in nostalgie terug. Het nummer begint als een bijna akoestische set; halverwege het nummer zit een break waarna Wishbone Ash rockt met hun typische geluid met twee gitaren. Zang Ted en Martin.

### Sometime world
In tegenstelling tot Time was kijkt (Argus) Sometime world juist vooruit; het gaat over alle zaken die gedaan moesten worden, maar steeds vooruit geschoven werden. Het zal er eens (wel) van komen. Het nummer heeft dezelfde opbouw als Time was. Zang Martin en Andy.

### Blowin’ free
Martin Turner was eens verliefd op een Zweedse schone; zij echter niet op hem. Hij bleef uitkijken (Argus) naar een nieuwe ontmoeting, maar van haar kant kwam geen enkele reactie anders dan "You can only try". Het nummer gaat dus niet over blowen, zoals wel vaak het geval is bij hardrockbands. Blowin’ free werd/wordt gezien als hét Wishbone Ash-nummer. Zang Mart, Andy en Ted.

### The king will come
The king will come gaat (opnieuw in tegenstelling tot wat verwacht kan worden van een hardrockband) over de verwachting (Argus) omtrent de terugkeer van de Messias. Schrijver Martin Turner was destijds bezig te bijbel te lezen en vond inspiratie in dit thema ("Sky will fall", "judgment will come"). Zang Martin en Andy.

### Leaf and stream
Leaf and stream is het buitenbeentje op dit album. Het bevat de eerste teksten die Upton aan WA zou leveren en neigt naar folkmuziek in plaats van de rock. Het eigenaardige aan dit nummer is dat het zelden of nooit gespeeld werd tijdens concerten totdat 23 jaar na de opname Powell er op terugkomt en het vanaf dan regelmatig op de playlist staat. Zang Martin.

### Warrior
In tegenstelling tot andere nummers van rond die tijd met een dergelijke titel gaat dit nummer niet over oorlog (de Vietnamoorlog was op haar hoogte/dieptepunt). Het nummer gaat over opkomen voor jezelf. Warrior gaat aan het eind naadloos over in Throw down the sword. Zang Martin en Andy.

### Throw down the sword
Het lied begint met een gitaarriff, dat Powell overhield aan zijn inspelen tijdens concerten (dat inspelen leverde in het verleden ook al het platencontract van Wishbone Ash op). Het nummer kent een opbouw naar een (niet bedoelde) climax. Het eind is tweestemmige gitaar, waarbij Powell voorzag in een duidelijke eerste stem, begeleid door een iets minder opvallen de tweede stem. Dit was niet bekend bij producer en mixer Derek Lawrence, die aan het eind van de mix tot de conclusie kwam dat hij beide stemmen even nadrukkelijk aanwezig had gemixt. Terugluisterend zag hij geen problemen en hij liet het maar zo. Van geen enkele kant kwam commentaar. In dit nummer een muzikale cameo van John Tout van Renaissance, Powell speelde later mee op hun album Ashes Are Burning. Zang Martin en Andy.

### Versies
Er zijn anno 2011 vier versies verkrijgbaar:
- een compact disc met alleen het album met als bonustrack No easy road;
- jubileumuitgave bij 30 jaar Wishbone Ash; Live in Memphis is opgenomen als bonusmateriaal;
- uitgave 2007; met No easy road en 2 tracks van Live in Memphis en een bonusdisc met opnamen voor de BBC.
- een compact disc uit 2002 (Door MCA) met 3 tracks van Live in Memphis.

## Musici
- Andy Powell – gitaar, zang
- Ted Turner – gitaar, zang
- Martin Turner – basgitaar, zang
- Steve Upton – slagwerk, percussie

met
- John Tout – orgel op Throw down the sword.

## Muziek

### Elpee en 2002-versie
Alle door Wishbone Ash

| Nr. | Titel          | Duur |
| --- | -------------- | ---- |
| 1.  | Time was       | 9:42 |
| 2.  | Sometime world | 6:52 |
| 3.  | Blowin’ free   | 5:18 |

| Nr. | Titel                | Duur |
| --- | -------------------- | ---- |
| 1.  | The king will come   | 7:06 |
| 2.  | Leaf and stream      | 3:55 |
| 3.  | Warrior              | 5:53 |
| 4.  | Throw down the sword | 5:55 |

| Nr. | Titel       | Duur  |
| --- | ----------- | ----- |
| 8.  | Jail bait   | 4:57  |
| 9.  | The pilgrim | 10:10 |
| 10. | Phoenix     | 17:05 |

### 2007 versie
| Nr. | Titel                | Duur  |
| --- | -------------------- | ----- |
| 1.  | Time was             | 9:42  |
| 2.  | Sometime world       | 6:52  |
| 3.  | Blowin’ free         | 5:18  |
| 4.  | The king will come   | 7:06  |
| 5.  | Leaf and stream      | 3:55  |
| 6.  | Warrior              | 5:53  |
| 7.  | Throw down the sword | 5:55  |
| 8.  | No easy road         | 3:36  |
| 9.  | The pilgrim          | 10:10 |
| 10. | Phoenix              | 17:05 |

| Nr. | Titel                        | Duur |
| --- | ---------------------------- | ---- |
| 1.  | Time was                     |      |
| 2.  | Blowin’ free                 |      |
| 3.  | Warrior                      |      |
| 4.  | Throw down the sword         |      |
| 5.  | The king will come           |      |
| 6.  | Phoenix                      |      |
| 7.  | Blowin free’ (andere sessie) |      |
| 8.  | Throw down the sword (idem)  |      |

## Hoes
De hoes droeg bij tot de beeldvorming van dit album. Storm Thorgerson en Hipgnosis kozen voor een soldaat (met ietwat vreemde helm, Turner vond het meer een Ufo) op wacht die over de vallei uitkijkt. De hoes is gefotografeerd in Zuid Frankrijk.

## Hitlijst
Het album haalde de derde plaats in de Britse albumlijst.
| Hitnotering: 20-05-1972 t/m 30-08-1974 | Hitnotering: 20-05-1972 t/m 30-08-1974 | Hitnotering: 20-05-1972 t/m 30-08-1974 | Hitnotering: 20-05-1972 t/m 30-08-1974 | Hitnotering: 20-05-1972 t/m 30-08-1974 | Hitnotering: 20-05-1972 t/m 30-08-1974 | Hitnotering: 20-05-1972 t/m 30-08-1974 | Hitnotering: 20-05-1972 t/m 30-08-1974 | Hitnotering: 20-05-1972 t/m 30-08-1974 | Hitnotering: 20-05-1972 t/m 30-08-1974 | Hitnotering: 20-05-1972 t/m 30-08-1974 | Hitnotering: 20-05-1972 t/m 30-08-1974 | Hitnotering: 20-05-1972 t/m 30-08-1974 | Hitnotering: 20-05-1972 t/m 30-08-1974 | Hitnotering: 20-05-1972 t/m 30-08-1974 | Hitnotering: 20-05-1972 t/m 30-08-1974 | Hitnotering: 20-05-1972 t/m 30-08-1974 | Hitnotering: 20-05-1972 t/m 30-08-1974 | Hitnotering: 20-05-1972 t/m 30-08-1974 | Hitnotering: 20-05-1972 t/m 30-08-1974 | Hitnotering: 20-05-1972 t/m 30-08-1974 | Hitnotering: 20-05-1972 t/m 30-08-1974 |
| Week:                                  | 1                                      | 2                                      | 3                                      | 4                                      | 5                                      | 6                                      | 7                                      | 8                                      | 9                                      | 10                                     | 11                                     | 12                                     | 13                                     | 14                                     | 15                                     | 16                                     | 17                                     | 18                                     | 19                                     | 20                                     |                                        |
| -------------------------------------- | -------------------------------------- | -------------------------------------- | -------------------------------------- | -------------------------------------- | -------------------------------------- | -------------------------------------- | -------------------------------------- | -------------------------------------- | -------------------------------------- | -------------------------------------- | -------------------------------------- | -------------------------------------- | -------------------------------------- | -------------------------------------- | -------------------------------------- | -------------------------------------- | -------------------------------------- | -------------------------------------- | -------------------------------------- | -------------------------------------- | -------------------------------------- |
| Positie:                               | 3                                      | 6                                      | 7                                      | 10                                     | 11                                     | 14                                     | 16                                     | 18                                     | 18                                     | 22                                     | 26                                     | 27                                     | 30                                     | 37                                     | 50                                     | 42                                     | 46                                     | 35                                     | 45                                     | 49                                     | uit                                    |